# Državno prvenstvo 1939-1940
Il Prvenstvo Jugoslavije u nogometu 1939-1940 (campionato di calcio della Jugoslavia 1939-1940), conosciuto anche come Državno prvenstvo 1939-1940 (campionato nazionale 1939-1940), fu la diciassettesima edizione della massima serie del campionato jugoslavo di calcio, disputata tra il 2 maggio e il 16 giugno 1940 e conclusa con la vittoria del Građanski Zagabria, al suo quinto titolo.

## Contesto storico
Poco prima dell'inizio della seconda guerra mondiale (cui la Jugoslavia ancora non partecipa), le squadre slovene e croate lasciano la federcalcio jugoslava per confluire nella federcalcio croata per protesta contro la presunta supremazia accentratrice dei Serbi.
Il 26 agosto 1939 il Regno di Jugoslavia si dà una nuova struttura sociale creando la Banovina di Croazia (dalla fusione fra quella della Sava e quella del Litorale, più alcune parti di quella del Vrbas e di quella della Drina), nel tentativo di dare una maggiore autonomia ai croati all'interno del regno.
Vengono creati due campionati: uno per le squadre slovene e croate ed uno per le squadre serbe (ovvero il resto del regno). Le migliori classificate disputano il campionato nazionale che assegna il titolo.

### Avvenimenti
- L'8 gennaio 1939, la sottofederazione di Zagabria ha chiesto alla JNS di cambiare le regole. Poiché la proposta è stata respinta, i delegati della Croazia hanno lasciato l'assemblea.
- Il 26 febbraio 1939 si è tenuta a Zagabria una riunione dei rappresentanti di tutte le sottofederazioni del territorio della Croazia, in cui la ZNP è stata autorizzata a continuare la lotta per la riorganizzazione della JNS, una proposta concreta - tre centri indipendenti a Belgrado, Zagabria e Lubiana.
- Il 26 aprile 1939 si è tenuta una riunione dei club della Lega croata, durante la quale è stata presa la decisione di ritirarsi dalla Lega nazionale.
- Presto, il 14 maggio 1939 a Zagabria, alla presenza dei rappresentanti di 217 club, si è tenuta l'assemblea di fondazione dell'Associazione sportiva croata.
- Il 6 agosto 1939, l'Associazione sportiva croata ha fondato la Federcalcio croata con sede a Zagabria. A loro si sono uniti gli sloveni, così il 12 agosto 1939 venne eletta la guida della neonata lega croato-slovena.
- Sono seguite le discussioni sui migliori club: l'epilogo dell'assemblea di liquidazione della Federcalcio jugoslava (1º ottobre 1939) e l'istituzione della Federcalcio suprema della Jugoslavia e di tre federazioni nazionali.

Anche il sistema dei campionati è stato riorganizzato. Sono state fondate due leghe, una serba ed una croato-slovena (con 9 club croati ed il SK Lubiana in rappresentanza della Slovenia), con dieci membri ciascuna. Alla fine si è giocato il campionato abbreviato di Jugoslavia, a cui hanno partecipato le tre prime classificate dei campionati croato-sloveno e serbo. Fu l'ultimo campionato prebellico del Regno di Jugoslavia.

## Qualificazioni
Le prime tre classificate dei due gruppi si qualificano al campionato nazionale.

### Croazia e Slovenia
Territori compresi: Banovina della Drava e Banovina di Croazia.
|  | Pos. | Squadra            | Pt | G  | V  | N | P  | GF | GS | QR     |
|  | ---- | ------------------ | -- | -- | -- | - | -- | -- | -- | ------ |
|  | 1.   | Građanski Zagabria | 33 | 18 | 16 | 1 | 1  | 91 | 6  | 15,166 |
|  | 2.   | HAŠK Zagabria      | 24 | 18 | 11 | 2 | 5  | 39 | 39 | 1,000  |
|  | 3.   | Hajduk Spalato     | 22 | 18 | 10 | 2 | 6  | 47 | 29 | 1,620  |
|  | 4.   | Concordia Zagabria | 19 | 18 | 9  | 1 | 8  | 41 | 38 | 1,078  |
|  | 5.   | SAŠK               | 18 | 18 | 8  | 2 | 8  | 30 | 40 | 0,750  |
|  | 6.   | Slavija Osijek     | 16 | 18 | 6  | 4 | 8  | 33 | 43 | 0,767  |
|  | 7.   | RNK Spalato        | 15 | 18 | 6  | 3 | 9  | 25 | 41 | 0,609  |
|  | 8.   | Slavija Varaždin   | 12 | 18 | 5  | 2 | 11 | 27 | 40 | 0,675  |
|  | 9.   | Bačka Subotica     | 12 | 18 | 5  | 2 | 11 | 23 | 48 | 0,479  |
|  | 10.  | SK Lubiana         | 9  | 18 | 3  | 3 | 12 | 31 | 66 | 0,469  |

### Serbia
Territori compresi: Belgrado, Banovina del Vrbas, Banovina della Drina, Banovina della Zeta, Banato del Danubio, Banovina della Morava e Banovina del Vardar.
|  | Pos. | Squadra            | Pt | G  | V  | N | P  | GF | GS | QR    |
|  | ---- | ------------------ | -- | -- | -- | - | -- | -- | -- | ----- |
|  | 1.   | BSK Belgrado       | 31 | 18 | 15 | 1 | 2  | 82 | 17 | 4,823 |
|  | 2.   | Jugoslavija        | 24 | 18 | 9  | 6 | 3  | 52 | 18 | 2,888 |
|  | 3.   | Slavija            | 23 | 18 | 10 | 3 | 5  | 47 | 28 | 1,678 |
|  | 4.   | Vojvodina          | 21 | 18 | 8  | 5 | 5  | 35 | 34 | 1,029 |
|  | 5.   | Gragjanski Skopje  | 21 | 18 | 10 | 1 | 7  | 33 | 34 | 0,970 |
|  | 6.   | Bata Borovo        | 18 | 18 | 7  | 4 | 7  | 31 | 40 | 0,775 |
|  | 7.   | Jedinstvo Belgrado | 16 | 18 | 7  | 2 | 9  | 31 | 40 | 0,775 |
|  | 8.   | ŽAK Subotica       | 11 | 18 | 5  | 1 | 12 | 20 | 61 | 0,327 |
|  | 9.   | BASK Belgrado      | 10 | 18 | 2  | 6 | 10 | 19 | 35 | 0,542 |
|  | 10.  | Šparta Zemun       | 5  | 18 | 1  | 3 | 14 | 17 | 63 | 0,269 |

## Campionato nazionale
| Squadra                             | Città    | Stadio                   |
| ----------------------------------- | -------- | ------------------------ |
| Beogradski Sportski Klub            | Belgrado | Igralište BSK-a          |
| 1. Hrvatski športski klub Građanski | Zagabria | Igralište Građanskog     |
| Hrvatski športski klub Hajduk       | Spalato  | Igralište Hajduka        |
| Hrvatski Akademski Športski Klub    | Zagabria | Igralište HAŠK-a         |
| Sportski klub Jugoslavija           | Belgrado | Igralište SK Jugoslavije |
| Sportski klub Slavija               | Sarajevo | Igralište SK Slavije     |

### Classifica
|                       | Pos. | Squadra            | Pt | G  | V | N | P | GF | GS | QR    |
| --------------------- | ---- | ------------------ | -- | -- | - | - | - | -- | -- | ----- |
| Jugoslavia (bandiera) | 1.   | Građanski Zagabria | 16 | 10 | 8 | 0 | 2 | 25 | 11 | 2,272 |
|                       | 2.   | BSK Belgrado       | 15 | 10 | 7 | 1 | 2 | 30 | 7  | 4,285 |
|                       | 3.   | Slavija            | 14 | 10 | 7 | 0 | 3 | 14 | 14 | 1,000 |
|                       | 4.   | Jugoslavija        | 8  | 10 | 3 | 2 | 5 | 16 | 18 | 0,888 |
|                       | 5.   | Hajduk Spalato     | 5  | 10 | 1 | 3 | 6 | 14 | 29 | 0,482 |
|                       | 6.   | HAŠK Zagabria      | 2  | 10 | 1 | 0 | 9 | 12 | 32 | 0,375 |
| Fonte: exyufudbal     |      |                    |    |    |   |   |   |    |    |       |

Legenda:
     Campione del Regno di Jugoslavia e ammessa alla Coppa dell'Europa Centrale 1940.
      Ammessa alla Coppa dell'Europa Centrale 1940.
Note:
Due punti a vittoria, uno a pareggio, zero a sconfitta.

### Risultati
|             | Gra | BSK | Sla | Jug | Haj | HAŠ |
| ----------- | --- | --- | --- | --- | --- | --- |
| Građanski   |     | 2:3 | 1:2 | 4:0 | 4:2 | 2:1 |
| B.S.K.      | 0:1 |     | 6:0 | 3:1 | 9:0 | 4:0 |
| Slavija     | 2:3 | 0:1 |     | 1:0 | 2:1 | 1:0 |
| Jugoslavija | 1:2 | 1:0 | 0:1 |     | 1:1 | 6:2 |
| Hajduk      | 0:2 | 1:1 | 2:4 | 1:1 |     | 5:1 |
| H.A.Š.K.    | 0:4 | 1:3 | 0:1 | 3:5 | 4:1 |     |

### Statistiche

#### Classifica marcatori
| 10                |  |  | Vojin Božović        | BSK Belgrado       |
| 9                 |  |  | August Lešnik        | Građanski Zagabria |
| 9                 |  |  | Svetislav Glišović   | BSK Belgrado       |
| 8                 |  |  | Aleksandar Petrović  | Jugoslavija        |
| 5                 |  |  | Zvonimir Cimermančić | Građanski Zagabria |
| 5                 |  |  | Franjo Wölfl         | Građanski Zagabria |
| 4                 |  |  | Đorđe Vujadinović    | BSK Belgrado       |
| 4                 |  |  | Branko Šalipur       | Slavija            |
| 4                 |  |  | Đorđe Lojančić       | Jugoslavija        |
| 4                 |  |  | Ivo Radovniković     | Hajduk Spalato     |
| 4                 |  |  | Ivo Alujević         | Hajduk Spalato     |
| 4                 |  |  | Ivan Hitrec          | HAŠK Zagabria      |
| Fonte: exyufudbal |  |  |                      |                    |

#### Squadra campione
- Prvi hrvatski Građanski športski klub
  - (Allenatore:Márton Bukovi)
  - Ivan Jazbinšek
  - Zvonimir Cimermančić
  - Svetozar Đanić
  - Ivica Belošević
  - August Lešnik
  - Emil Urch
  - Miroslav Brozović
  - Milan Antolković
  - Florijan Matekalo
  - Dragutin Žalant
  - Mirko Kokotović